# تپه خزون دوزبردی
تپه خزون دوزبردی مربوط به هزاره ۵ قبل از میلاد - عصر آهن است و در شهرستان سلسله، بخش فیروزآباد، دهستان فیروزآباد، ۸۳۰ متری جنوب غرب روستای آب باریک واقع شده و این اثر در تاریخ ۲۲ اسفند ۱۳۸۵ با شمارهٔ ثبت ۱۸۲۵۸ به‌عنوان یکی از آثار ملی ایران به ثبت رسیده است.